# Ronan von Locronan

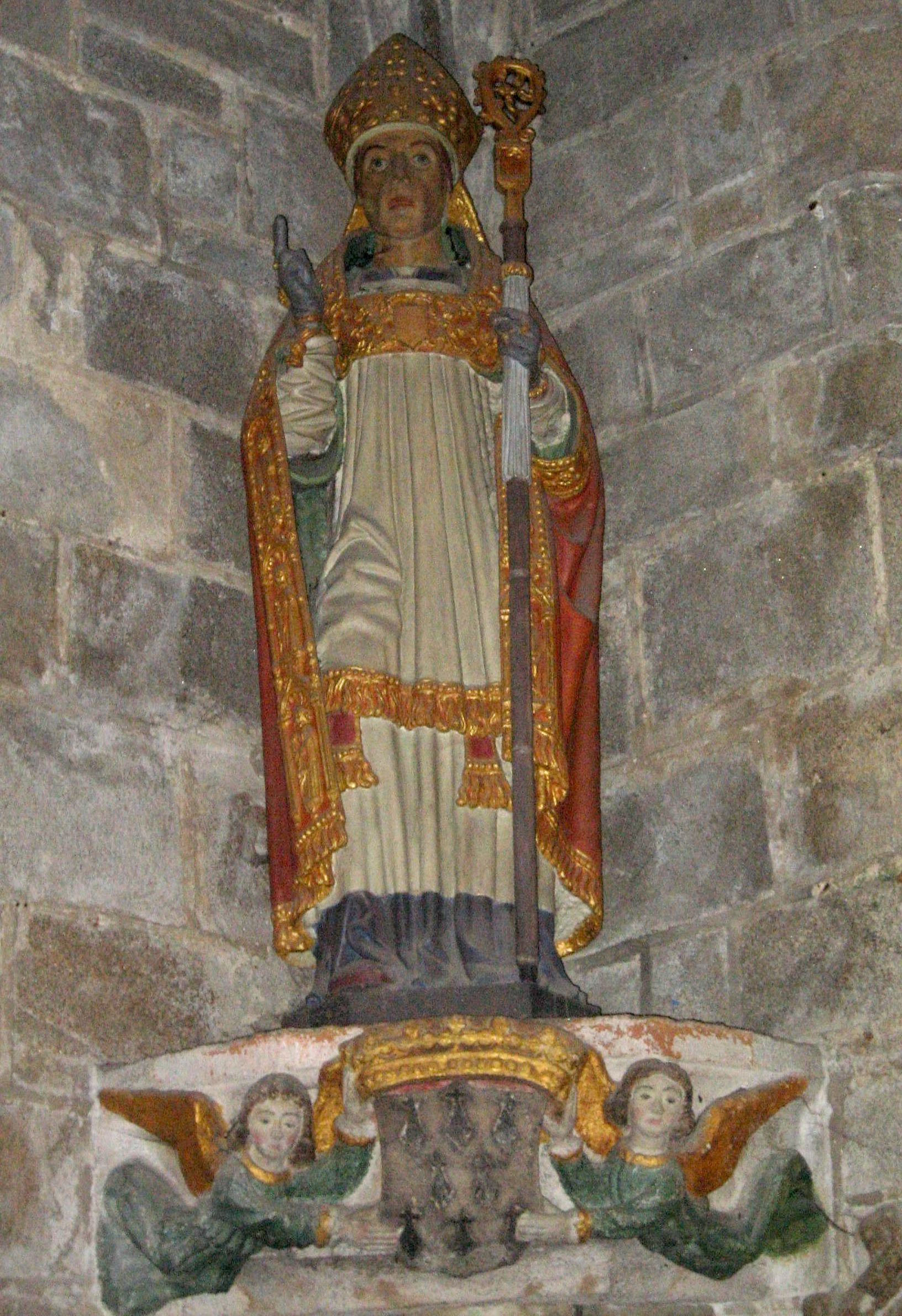
Statue des heiligen Ronan in der Kirche von Locronan

Ronan von Locronan (auch Renan, lateinisch-keltisch für der Wiedergeborene, * in Irland um 600; † bei Hillion) ist ein katholischer Heiliger. Er war ein Eremit und Missionsbischof in der Bretagne. Sein Grab befindet sich in der Kirche in Locronan.
Nach der Überlieferung war er ein Schüler von Senán von Inis-Cathaig, den er in die Bretagne begleitet hatte. Um 990 kamen Reliquien wohl auch in die Abtei von Tavistock in Devonshire. Über sein Leben gibt es einige Legenden. Er lebte bei Hillion im heutigen Département Côtes-d’Armor, zwischen Lamballe und Saint-Brieuc, wo er starb. Über seinem Grab in Locronan wurde im Mittelalter die Kirche St-Ronan erbaut. Alle sieben Jahre findet hier eine große Prozession statt. Sein Gedenktag ist der 1. Juni.